# Al otro lado del río
«Al otro lado del río» es una canción compuesta por el cantautor uruguayo Jorge Drexler, la primera interpretada en español en ser nominada y premiada con un Oscar en la categoría mejor canción original, en la ceremonia realizada el 27 de febrero de 2005.
Esta canción fue creada para la película Diarios de motocicleta, la cual narra el primer viaje del Che Guevara por América Latina.
La canción se puede encontrar en la banda sonora original de la película y en Eco², una reedición del disco Eco de Jorge Drexler, editado en 2004.

## Polémica
Los organizadores del evento de entrega de los Premios Óscar decidieron que el cantautor uruguayo no debía interpretar su canción en la ceremonia por considerar que Drexler no era una figura lo suficientemente conocida en Estados Unidos como para hacerlo. A pesar de no estar de acuerdo con esta decisión, aceptó las medidas tomadas y aclaró que este penoso incidente fue por parte de los organizadores del evento y no de La Academia.
Durante la entrega de los Premios Óscar la canción fue interpretada por el actor Antonio Banderas acompañado del guitarrista Carlos Santana. Días antes, Drexler había mostrado su disconformidad por este hecho así que, cuando se acercó a recibir el premio en vez de dar el respectivo discurso de agradecimiento interpretó un fragmento de su canción en a cappella, obteniendo de alguna manera su revancha.